# Симпсон, Джордж Гейлорд
Джордж Ге́йлорд Си́мпсон (англ. George Gaylord Simpson; 16 июня 1902[…], Чикаго, Иллинойс — 6 октября 1984[…], Тусон, Аризона) — американский палеонтолог, специалист по вымершим млекопитающим и их межконтинентальным миграциям. Агностик.
Член Национальной академии наук США (1941), иностранный член Лондонского королевского общества (1958).

## Научная деятельность
Симпсон ввёл в 1949 году термин синтетическая теория эволюции, обозначающий теорию, объединившую принципы наследования, выраженные в законах Менделя и эволюционном учении Дарвина. Его вклад в эту теорию выражен в книгах Tempo and Mode in Evolution (1944) и Principles of Classification and a Classification of Mammals (1945).
Им были предложены вошедшие в науку термины: квантовая эволюция, адаптивная зона, филетическая эволюция, мегаэволюция, а также менее распространённые — брадителия, горотелия, тахителия.
По утверждению Э. И. Колчинского, Симпсон был первым, кто свёл воедино представления о микроэволюции с данными палеонтологии, заложив таким образом основы современного учения о макроэволюции, и, кроме того, объединил описательную таксономию с методами современной генетики и статистическим анализом. Также, согласно Колчинскому, Симпсоном был окончательно развеян миф об ортогенетическом характере эволюции лошади.
Симпсон занимал пост профессора зоологии в Колумбийском университете и куратора департамента геологии и палеонтологии в Американском музее естественной истории в Нью-Йорке с 1945 по 1959 год.
С 1959 по 1970 год Симпсон занимал пост куратора Музея сравнительной зоологии в Гарварде.

## Названы в честь Джорджа Симпсона
В честь Симпсона был назван новый вид приматов, обнаруженный в 2010 году в эоценовых отложениях Файюма (Египет) — Nosmips aenigmaticus.
Так же в его честь и в честь Альфреда Ромера названа Медаль Ромера−Симпсона вручаемая Обществом палеонтологии позвоночных с 1987 года.

## Награды и признание
- 1943 — Медаль Мэри Кларк Томпсон
- 1944 — Медаль Даниэля Жиро Эллиота
- 1950 — Мемориальная геологическая премия Гайдена[англ.]
- 1952 — Медаль Пенроуза
- 1958 — Медаль Дарвина — Уоллеса
- 1959 — Плакетка Дарвина[нем.]
- 1960 — Стипендия Гуггенхайма[8]
- 1962 — Медаль Дарвина
- 1962 — Медаль Линнея
- 1965 — Медаль Даниэля Жиро Эллиота
- 1965 — Национальная научная медаль США
- 1973 — Медаль Палеонтологического общества[англ.]

## Основные труды
Журнальные статьи:
| 1936 | Data on the relationships of local and continental mammalian faunas // Journal of Paleontology. — Т. 10, № 5. — С. 410–414.                           |
| 1940 | Antarctica as a faunal migration route // Proceedings of the Sixth Pacific Science Congress of the Pacific Science Association. — Т. 2. — С. 755-768. |
| 1940 | Mammals and Land Bridges // Journal of the Washington Academy of Sciences. — Т. 30, № 4. — С. 137-163.                                                |
| 1943 | Mammals and the Nature of Continents // American Journal of Science. — Т. 241, № 1. — С. 1-31.                                                        |
| 1947 | Evolution, interchange, and resemblance of the North American and Eurasian Cenozoic mammalian faunas // Evolution. — Т. 1, № 3. — С. 218-220.         |
| 1950 | History of the fauna of Latin America // American Scientist. — Т. 38, № 3. — С. 361-389.                                                              |
| 1961 | Historical zoogeography of Australian mammals // Evolution. — Т. 15, № 4. — С. 431–446.                                                               |

Книги:
| 1934 | Attending Marvels: A Patagonian Journal. — Macmillan Company, 1934.                                                                              |
| 1944 | Tempo and mode in evolution. — New York: Columbia University Press.                                                                              |
| 1951 | Horses: The Story of the Horse Family in the Modern World and Through Sixty Million Years of History. — New York: Oxford University Press, 1987. |
| 1953 | Evolution and Geography. |
| 1953 | The Major Features of Evolution. |
| 1957 | Life: An Introduction to Biology. |
| 1961 | Principles of Animal Taxonomy. — New York: Columbia University Press, 1961.                                                                      |
| 1964 | This View of Life. |
| 1965 | The Geography of Evolution. |
| 1967 | The Meaning of Evolution: A Study of the History of Life and of Its Significance for Man. — New Haven: Yale University Press, 1949.              |
| 1976 | Penguins. |
| 1978 | Concession to the Improbable. |
| 1980 | Splendid isolation : the curious history of South American mammals. — New Haven: Yale University Press, 1980.                                    |
| 1982 | The Book of Darwin. — New York: Washington Square Press, 1982.                                                                                   |
| 1996 | The Dechronization of Sam Magruder (посмертно опубликованная новелла).                                                                           |